# Wohn- und Wirtschaftsgebäude Vörreeg 14
Das Wohn- und Wirtschaftsgebäude Vörreeg 14 im niedersächsischen Berne-Ollenermoor aus dem Landkreis Wesermarsch, stammt aus dem 19. Jahrhundert.
Aktuell (2023) wird es als Wohnhaus genutzt.
Das Gebäude steht unter Denkmalschutz (siehe auch Liste der Baudenkmale in Berne).

## Geschichte
Das eingeschossige giebelständige Wohn- und Wirtschaftsgebäude als Zweiständer-Hallenhaus in Fachwerk mit Steinausfachungen, reetgedecktem Walmdach und Niedersachsengiebel sowie die Groote Door mit Korbbogen und neuer Türanlage stammt aus der ersten Hälfte des 19. Jahrhunderts.
Auf der Hofanlage stehen weitere nicht denkmalgeschützte Nebenanlagen.
Das Landesdenkmalamt befand: „… geschichtliche Bedeutung … als beispielhaftes Fachwerkhallenhaus aus der 1. Hälfte des 19. Jhs. … .“